# Audio Two
Audio Two foi um duo de rap formado pelo MC Kirk "Milk Dee" Robinson e pelo DJ Nat "Gizmo" Robinson. Eles se tornaram famosos pelo hit "Top Billin'". Os dois integrantes são irmãos mais velhos da rapper MC Lyte.

## Discografia

### Álbuns
- 1988: What More Can I Say?
- 1990: I Don't Care: The Album
- 1992: First Dead Indian

### Singles
- 1986: "A Christmas Rhyme / Audio Two's Jam"
- 1987: "Make it Funky/Top Billin'"
- 1987: "Hickeys Around My Neck"
- 1988: "I Don't Care"
- 1988: "Many Styles" / "The Questions"
- 1989: "I Get the Papers"
- 1990: "On The Road Again" / "Interlude One"